# Lasarte-Oria
Lasarte-Oria è un comune spagnolo di 17 195 abitanti situato nella comunità autonoma dei Paesi Baschi.
È stato sede del Circuito Lasarte, che ospitò diverse competizioni motoristiche tra cui il Gran Premio di Spagna tra gli anni '20 e '30 del '900.

## Amministrazione

### Gemellaggi
Somoto